# Wybory prezydenckie w Stanach Zjednoczonych w 1908 roku

Mapa wyborcza Stanów Zjednoczonych w 1908 roku. Liczba na mapie określa liczbę przedstawicieli stanu w Kolegium Elektorów

Wybory prezydenckie w USA w 1908 roku – trzydzieste pierwsze wybory prezydenckie w historii Stanów Zjednoczonych. Na urząd prezydenta wybrano Williama Tafta, a wiceprezydentem został James Sherman.

## Kampania wyborcza
Po zwycięskich wyborach w 1904 roku, Theodore Roosevelt zapowiedział, że nie będzie ubiegał się o trzecią kadencję. Pomimo swojego dużego poparcia społecznego i wśród bossów partyjnych, postanowił zapewnić nominację prezydencką swojemu sekretarzowi wojny Williamowi Taftowi. Na konwencji Partii Republikańskiej, odbywającej się w dniach 16–19 czerwca 1908 w Chicago, Taft uzyskał nominację w pierwszym głosowaniu. Kandydatem na wiceprezydenta został James Sherman. Partia Demokratyczna po raz trzeci w historii postanowiła obrać swoim kandydatem Williama Bryana. Eugene Debs ponownie został kandydatem Socjalistycznej Partii Ameryki. Nominację Partii Prohibicji uzyskał Eugene Chafin. Główną tematem kampanii był fakt, który kandydat lepiej wykorzysta spuściznę po Roosevelcie. Fakt, że Taft był protegowanym ustępującego prezydenta, znacznie ułatwił mu zwycięstwo w wyborach.

## Kandydaci

### Partia Demokratyczna

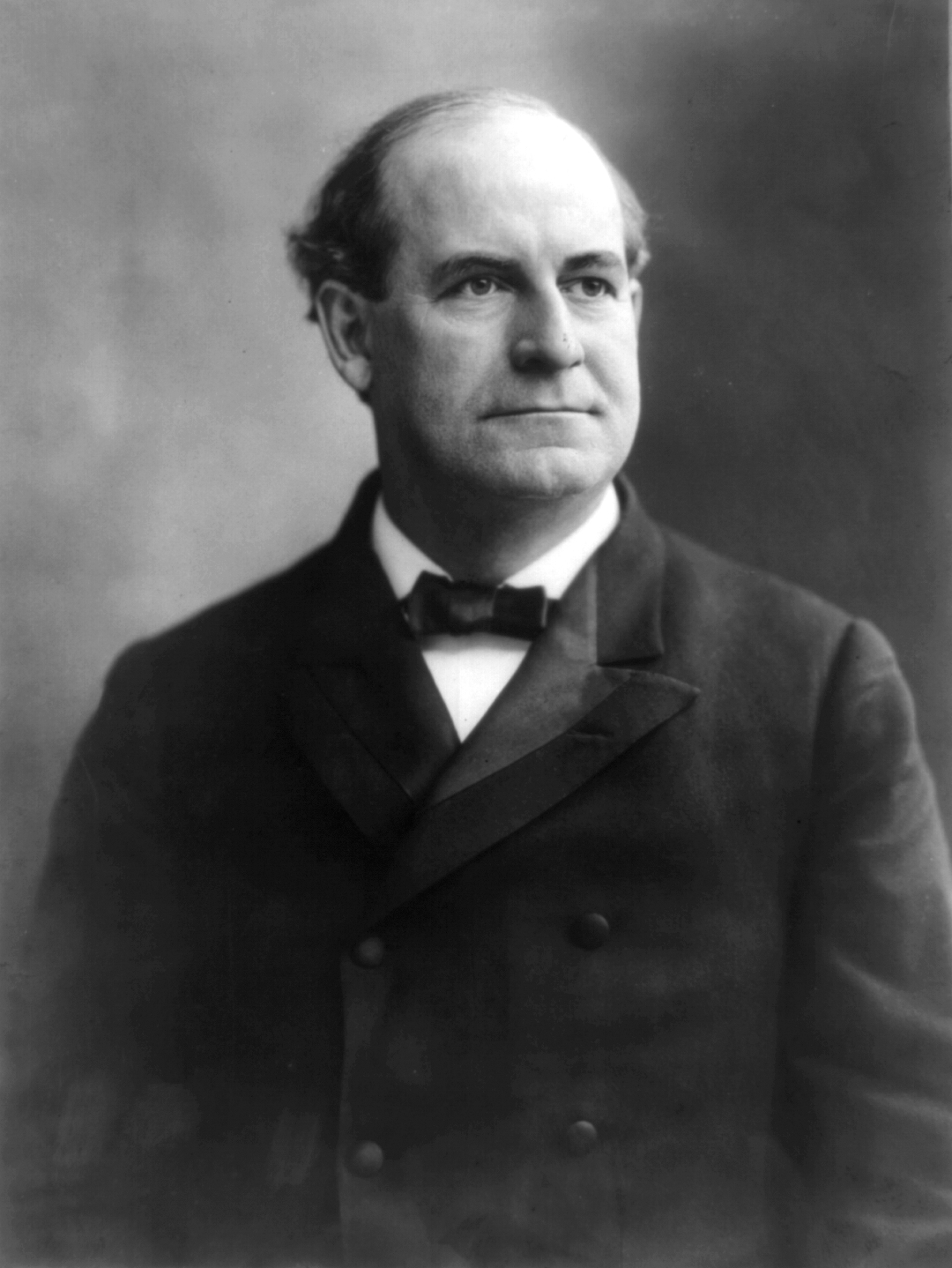
William Bryan
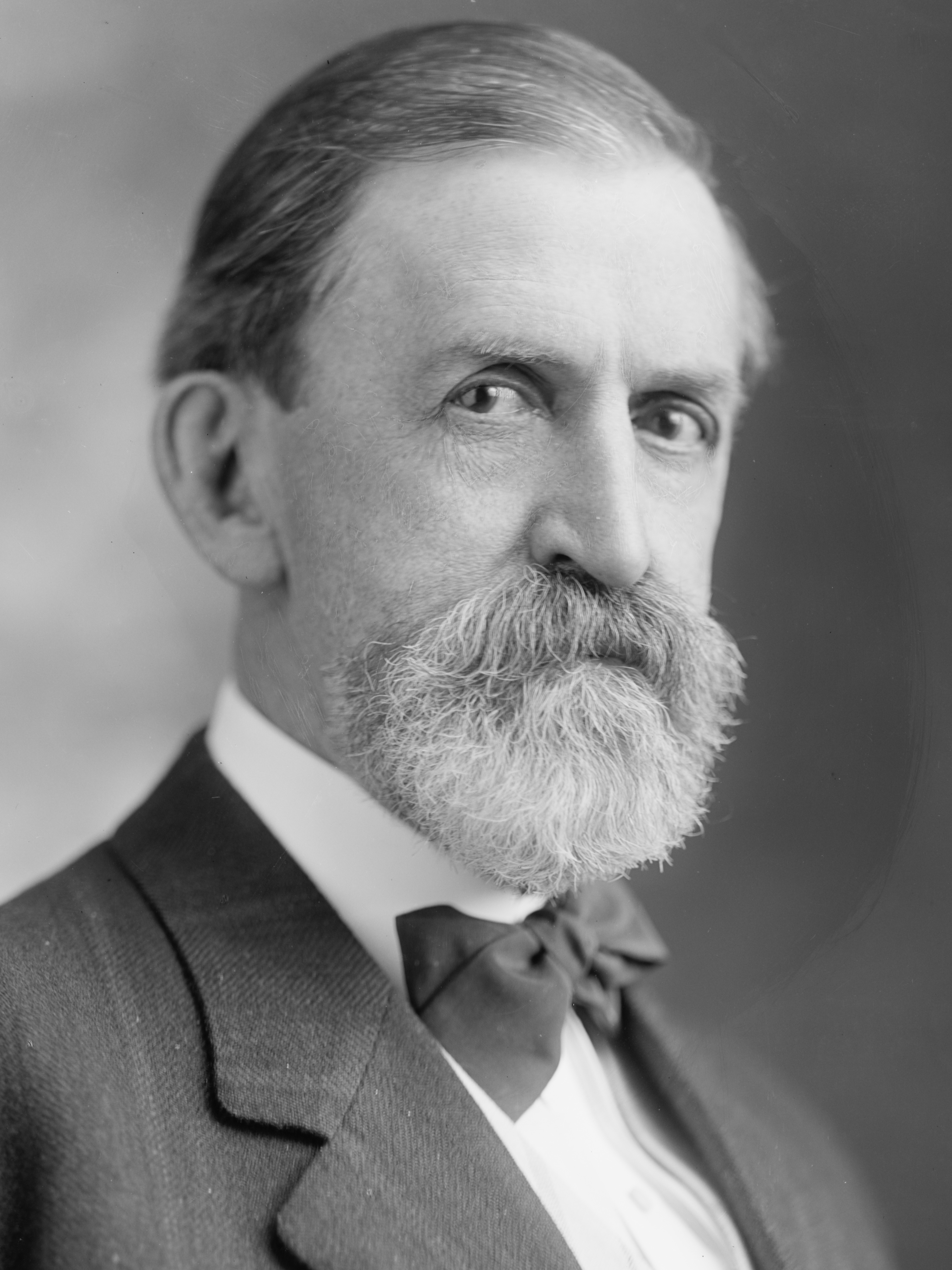
John Kern

### Partia Prohibicji

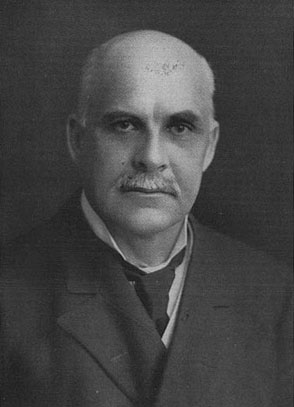
Eugene Chafin

### Partia Republikańska

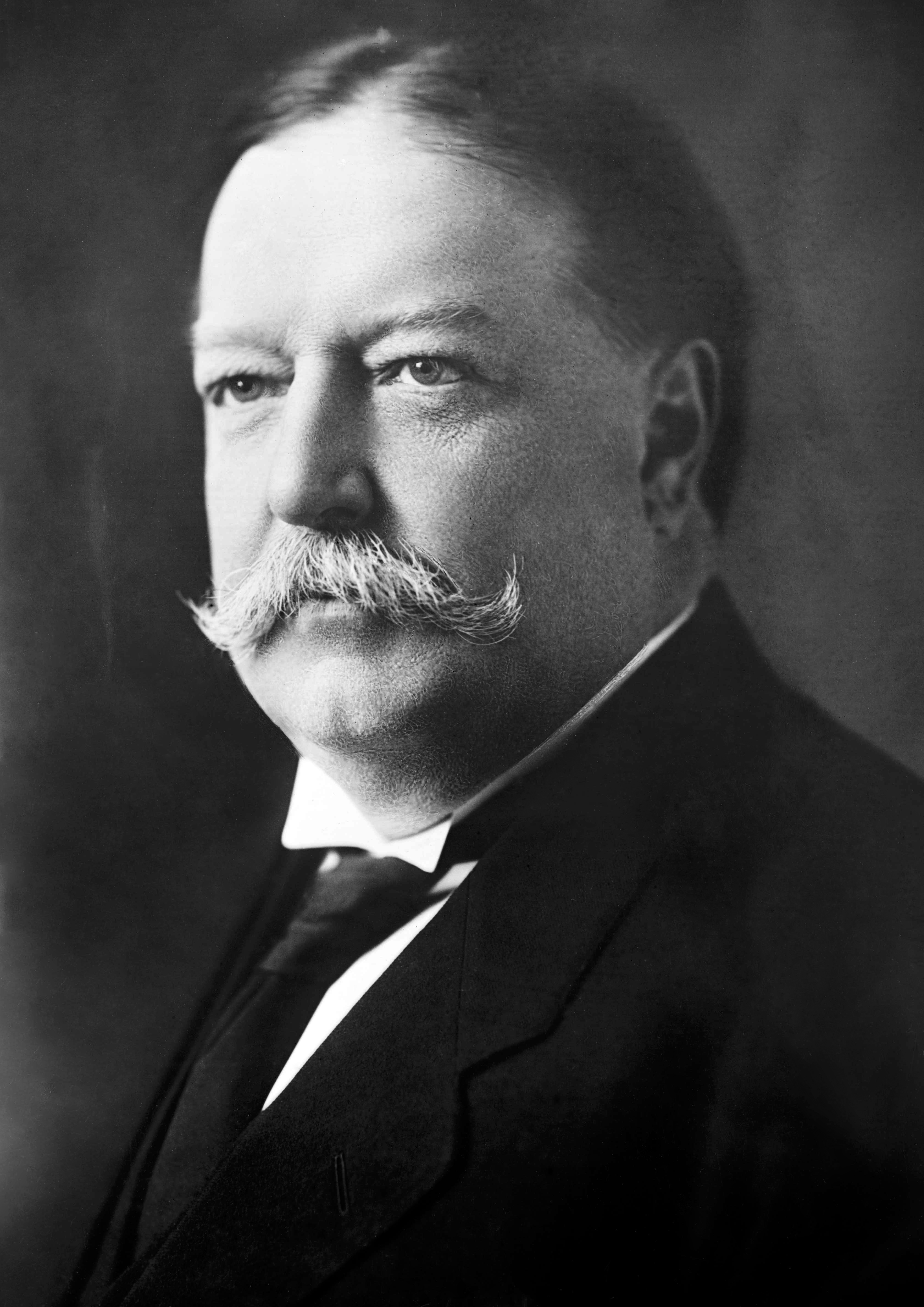
William Taft
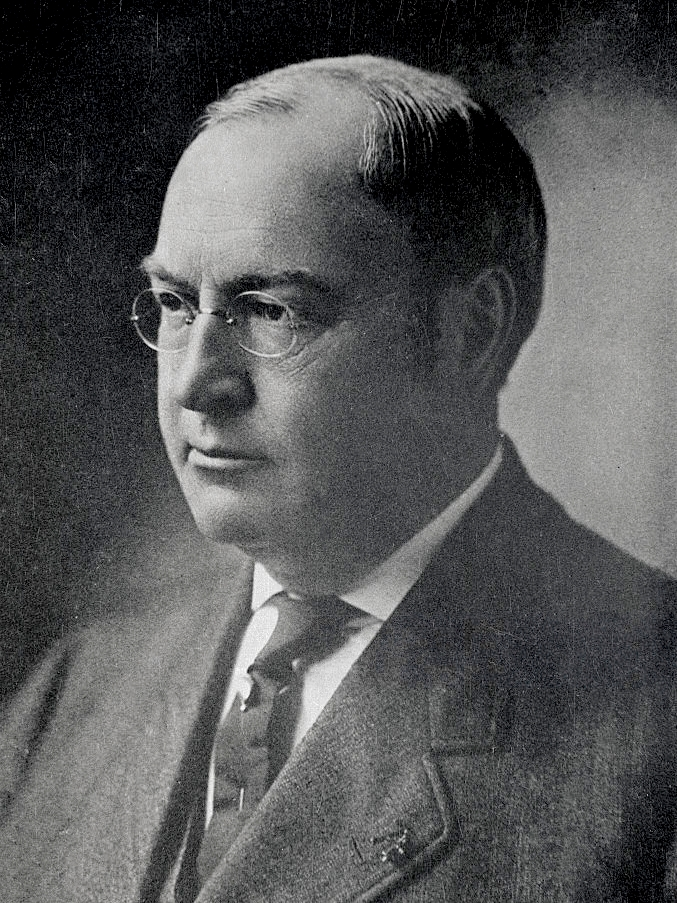
James Sherman

### Socjalistyczna Partia Ameryki

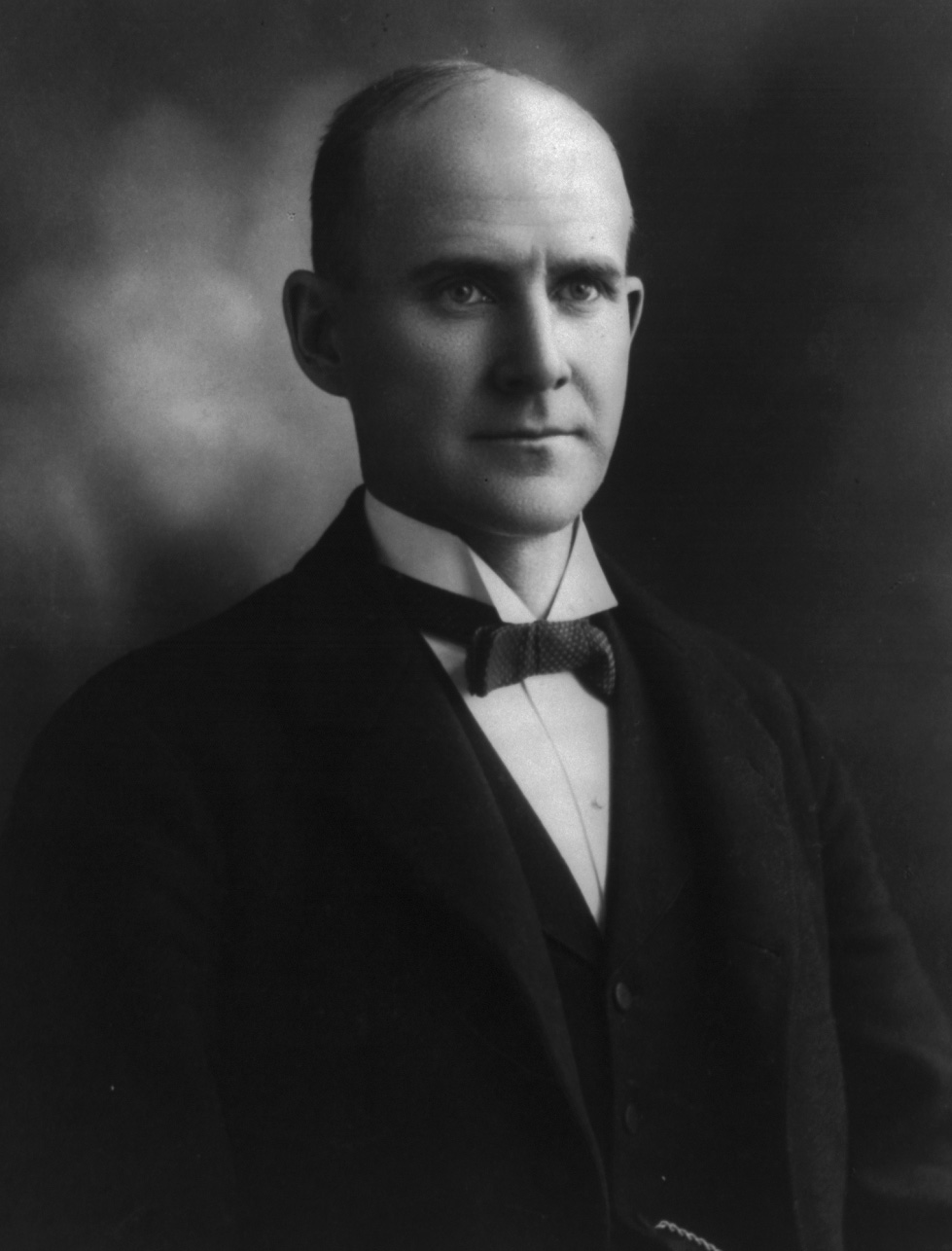
Eugene Debs

## Wyniki głosowania
Głosowanie powszechne odbyło się 3 listopada 1908. Taft uzyskał 51,6% poparcia, wobec 43% dla Bryana, 2,8% dla Eugene’a Debsa i 1,7% dla Eugene’a Chafina. Ponadto, niespełna 130 000 głosów oddano na niezależnych elektorów, głosujących na innych kandydatów. Frekwencja wyniosła 65,4%. W głosowaniu Kolegium Elektorów Taft uzyskał 321 głosów, przy wymaganej większości 242 głosów. Na Bryana zagłosowało 162 elektorów. W głosowaniu wiceprezydenckim zwyciężył James Sherman, uzyskując 321 głosów, wobec 162 dla Johna Kerna.
William Taft został zaprzysiężony 4 marca 1909 roku.
| Kandydat na prezydenta | Partia                        | Głosowanie powszechne | Głosowanie powszechne | Kolegium Elektorów |
| Kandydat na prezydenta | Partia                        | Głosy                 | Procent               | Kolegium Elektorów |
| ---------------------- | ----------------------------- | --------------------- | --------------------- | ------------------ |
| William Taft           | Partia Republikańska          | 7 676 258             | 51,6%                 | 321                |
| William Bryan          | Partia Demokratyczna          | 6 406 801             | 43%                   | 162                |
| Eugene Debs            | Socjalistyczna Partia Ameryki | 420 380               | 2,8%                  | 0                  |
| Eugene Chafin          | Partia Prohibicji             | 252 821               | 1,7%                  | 0                  |
| Łącznie                | Łącznie                       | Łącznie               | Łącznie               | 483                |

| Kandydat na wiceprezydenta | Partia               | Kolegium Elektorów |
| -------------------------- | -------------------- | ------------------ |
| James Sherman              | Partia Republikańska | 321                |
| John Kern                  | Partia Demokratyczna | 162                |
| Łącznie                    | Łącznie              | 483                |